# Ковтуненко Олександр Юрійович
Ковтуненко Олександр Юрійович (13 листопада 1992, Київ, Україна — 27 грудня 2023, Луганська область, Україна) — український військовий, офіцер батальйону Гроза бригади Буревій, учасник російсько-української війни..